# NGC 575
NGC 575 este o galaxie spirală barată situată în constelația Peștii. A fost descoperită în 17 octombrie 1876 de către Édouard Stephan. De asemenea, a fost observată încă o dată în 18 ianuarie 1896 de către Stéphane Javelle.